# Karel Odstrčil
Karel Odstrčil (5. srpna 1930 Valašské Meziříčí – 21. května 1997 Praha) byl český hudební skladatel.

## Život
Po maturitě na reálném gymnáziu ve Valašském Meziříčí vstoupil na Vysokou školu báňskou v Ostravě. Vedle toho studoval hru na klavír u Josefa Kysely, dirigování u Jaroslava Gottharda a Rudolfa Vašaty a skladbu u Josefa Schreibera. Také řídil Ostravský vysokoškolský soubor. Po absolvování školy se stal učitelem na Hornické průmyslové škole v Příbrami, ale dále pokračoval ve studiu kompozice u Klementa Slavického. V roce 1964 byla provedena jeho třídílná symfonická báseň 451° Fahrenheita, která získala ocenění v soutěži Českého hudebního fondu.
Jeho technické vzdělání jej přivedlo ke kompozici elektronické a elektroakustické hudby. V roce 1967 se stal spoluzakladatelem Studia experimentální hudby při Československém rozhlasu v Plzni. Vytvořil technicky velmi zajímavá díla založená na kombinaci zvuků symfonického orchestru, lidského hlasu a reálných zvuků s elektroakustickými prvky. Ve spolupráci s brněnskou skupinou Via lucis vytvářel kompozice založené na kombinaci zvukových a světelných efektů.

## Dílo

### Jevištní díla
- Tkáň, opera na libreto R. Lukáše, (1975)
- Království času, dětská opera, libreto Dobroslav Zeman (1979)
- Tarzanova smrt, opera-balet, námět Josef Nesvadba (1980)
- Pia Fraus, balet, libreto Vladimír Vašut, (1965)
- Devátá vlna, balet, libreto Vladimír Vašut (1966)
- Antithese, balet, libreto Vladimír Vašut, (1956)
- Buratino, balet, libreto Vladimír Vašut, (1966)
- Plamen, balet, libreto Vladimír Vašut, (1973)
- Bubnová paměť, balet, libreto Vladimír Vašut a autor, (1974)
- Phantom baletu, (1976)
- Toro, balet, libreto Pavel Šmok a V. Vašut (1980)

### Orchestrální skladby
- 450° Fahrenheita, symfonický triptych (1963)
- První máj – první symfonie (1972)
- Femininum, symfonická freska (1975)
- Pia Fraus, sinfonietta (1965)
- Podoba člověka, pět symfonických obrázků (1980)
- Konflikt, kantáta na verše Robinsona Jefferse (1968)

### Komorní skladby
- Cesta žhářů (melodram s klavírem na text Bertolda Brechta, 1958)
- Koncert pro bicí nástroje a osm dechových nástrojů (1967)
- Tranzit pro 8 lesní rohů a dvě skupiny bicích nástrojů (1971)
- Stříbrná kniha, koncert pro pozoun a komorní orchestr (1975)
- Siluety, nonet (1962)
- Sonata Montana pro harfu, flétnu, housle, violu a violoncello (1965)
- Pas de cinq, dechový kvintet (1973)
- Mír s hady, žesťový kvintet (1977)
- Per iuvenes, smyčcový kvartet (1975)
- Předehra, tokáta a fuga pro 2 trubky nebo 2 pozouny, (1975)
- Obrysy, klavírní trio (1964)
- Reflexe pro harfu a flétnu (1964)
- Solitér pro kytaru a housle (1966)
- Lichocení pro basklarinet a klavír (1975)
- Contro Canto, dialog mezi varhanami a barytonem (1977)
- Vox Humana, dialog mezi varhanami a mužským hlasem, text Z. Barborka (1977)
- Barokní masky pro pozoun a klavír (1978), CHF 15'
- Tetování pro dvě kytary (1979) 12'
- Triangl, scénické trio pro hoboj, klarinet a basový part (1980)
- Sonáta pro klavír (1962)
- Malovánky, 10 klavírních kompozic pro děti (1964)
- Ptačí strom, 10 klavírních skladbiček pro děti (1971)
- Otisky v kameni pro varhany (1968)
- Toccata per un’orecchio pro varhany (1976)
- Ladění hromu, bicí sólo (1978)

### Písně a sbory
- Bělounká holubičko, cyklus písní, texty Miroslav Holub, Antonín Jemelík a autor (1962)
- Sláva člověka, písně na texty Andreje Plávky
- Písně potulných vypravěčů na texty venkovských kramářských písní pro soprán, flétnu, kytaru a basklarinet (1980)
- Výbuch, čtyři smíšené sbory na texty Miroslava Holuba (1961)
- Dam, čtyři ženské sbory na texty Miroslava Holuba (1962)
- Děti a moře, čtyři ženské sbory na texty M. Holuba (1964)
- České litanie, smíšený sbor na vlastní text (1968)
- Moravské dřevoryty, smíšené sbory na slova Miroslava Válka (1975)
- Javorový list, tři smíšené sbory na lidovou poezii (1979)

### Elektroakustické skladby
- Integrace, kvadrofonický hudební program pro československou expozici na Brněnském mezinárodním strojírenském veletrhu (1972)
- Kabinet voskových figur, cyklus kompozic: Albert Einstein, Richard Sorge, Marie Curie-Skłodowská, Franz Kafka, Mahátma Gándhí, Roald Amundsen, Ernest Hemingway, Joe Louis, Jurij Gagarin, Agatha Christie (1967–72)
- Fikce I (1970)
- Fikce II (1974)
- Urbanova věž, čtyři programy (Jaro, Léto, Podzim, Zima) pro inauguraci zvonkové hry na věži v Košicích (1977)
- Ex–Plzeň, hudba pro veletržní upoutávku (1978, 1979, 1980)
- Maxwell (1978)
- Homo Sapicus, multivizionální hudba (1980)